# Зограф, Александр Николаевич
Александр Николаевич Зограф (26 февраля (10 марта) 1889, Москва — 17 января 1942, Ленинград) — российский и советский учёный-историк, специалист по античной нумизматике, доктор исторических наук.

## Биография
Родился 26 февраля (10 марта) 1889 года в семье профессора Московского университета по кафедре зоологии Η. Ю. Зографа. В 1907 году закончил Третью московскую гимназию с золотой медалью и поступил на историко-филологический факультет Московского университета, который окончил с дипломом 1-й степени в 1912 году. В университете учился на отделении классических языков и древностей у профессоров А. А. Грушки, Н. И. Новосадского, М. М. Покровского и С. И. Соболевского, а также истории искусств у И. В. Цветаева, В. К. Мальмберга и Н. И. Романова. Кандидатское сочинение было написано по классической филологии и было посвящено лексическому анализу языка Катулла.
После окончания университета преподавал греческий и латинский языки в женской гимназии Ю. П. Бесс (1913—1914), в гимназии при Лазаревском институте восточных языков (1914—1918) и частной гимназии Касицына (1913—1918). Занимался переводами древних авторов, в частности сочинений Цицерона («Катон Старший» и «О долге») и Плиния Старшего (главы «Естественной истории», относящиеся к истории искусства).
В 1913 году избран членом-корреспондентом Московского нумизматического общества (с 1917 года — действительный член). Ученик А. В. Орешникова.
С 1914 года работал в Музее изящных искусств Московского университета (ныне Государственный музей изобразительных искусств имени А. С. Пушкина) — практикантом, затем заведующим нумизматическим подотделом.
В ноябре 1922 года переехал в Петроград и начал работать в Эрмитаже в должности научного сотрудника. В 1930 году стал действительным членом Государственного Эрмитажа; с 1930 года — хранитель античного отделения отдела нумизматики, с 1935 года — заведующий отделом.
Преподавал в Ленинградском университете (1925—1927), Ленинградском институте истории, философии и литературы (1933—1936). Среди его учеников — Л. Н. Белова, В. М. Брабич и др.
В период 1926—1939 годы он совершил шесть поездок по музеям Одессы, Николаева, Ольвии, Херсона, Евпатории, Севастополя, Керчи и Киева для ознакомления с музейными коллекциями монет греческих городов Причерноморья. Это сделало его лучшим знатоком античной нумизматики северного Причерноморья.
В 1940 году получил учёную степень доктора исторических наук honoris causa (по совокупности заслуг).
Скончался 17 января 1942 года в блокадном Ленинграде, похоронен на Волковском кладбище.
Жена — Ольга Григорьевна, была дочерью известного архитектора конца XIX — начала XX в. академика Г. И. Котова. Сын Георгий стал известным востоковедом.